# West Linn
West Linn és una població dels Estats Units a l'estat d'Oregon. Segons el cens del 2006 tenia 24.180 habitants.

## Demografia
Segons el cens del 2000, West Linn tenia 22.261 habitants, 8.161 habitatges, i 6.275 famílies. La densitat de població era de 1.163,1 habitants per km².
Dels 8.161 habitatges en un 41,5% hi vivien nens de menys de 18 anys, en un 65,5% hi vivien parelles casades, en un 8,4% dones solteres, i en un 23,1% no eren unitats familiars. En el 18% dels habitatges hi vivien persones soles el 4,9% de les quals corresponia a persones de 65 anys o més que vivien soles. El nombre mitjà de persones vivint en cada habitatge era de 2,72 i el nombre mitjà de persones que vivien en cada família era de 3,11.
Per edats la població es repartia de la següent manera: un 29% tenia menys de 18 anys, un 6,1% entre 18 i 24, un 28,7% entre 25 i 44, un 28,4% de 45 a 60 i un 7,8% 65 anys o més.
L'edat mediana era de 38 anys. Per cada 100 dones de 18 o més anys hi havia 94,3 homes.
La renda mediana per habitatge era de 72.010$ i la renda mediana per família de 83.252$. Els homes tenien una renda mediana de 61.458$ mentre que les dones 38.733$. La renda per capita de la població era de 34.671$. Aproximadament el 2,9% de les famílies i el 3,9% de la població estaven per davall del llindar de pobresa.

## Poblacions més properes
El següent diagrama mostra les poblacions més properes.